# Gallirallus okinawae
El rascón de Okinawa (Gallirallus okinawae) es una especie de ave gruiforme de la familia Rallidae endémica de la isla de Okinawa en Japón. No se confirmó su existencia hasta 1978 y fue descrito científicamente en 1981, aunque se habían registrado rascones sin identificar en la isla al menos desde 1973 y algunos relatos locales podrían referirse a esta especie.
Es un rascón de tamaño medio con alas y cola cortas que casi no vuela, con las partes superiores pardo oliváceas, partes inferiores listadas en blanco y negro y pico y patas rojos.
Se encuentra en los bosques húmedos subtropicales y los hábitats adyacentes. Anida y se alimenta en el suelo, pero generalmente duerme en los árboles. Está clasificada como especie en peligro de extinción y está amenazada a causa de a pérdida del hábitat y los depredadores introducidos.

## Taxonomía
La especie fue descrita científicamente en 1981 por Yoshimaro Yamashina y T. Mano en la revista del instituto de ornitología Yamashina. Basándose en un espécimen encontrado muerto el 2 de junio en el monte Fuenchiji en el distrito de Kunigami (Okinawa). Inicialmente fue emplazada en el género Rallus pero posteriormente se trasladó a Gallirallus, un género de rascones de tamaño medio, a veces no voladores, de Australasia y Asia. Está emparentado cercanamente con el rascón acollarado (G. torquatus) y el rascón de Nueva Bretaña (G. insignis) además del rascón de Calayán (G. calayanensis), otra especie recientemente descubierta.

## Descripción

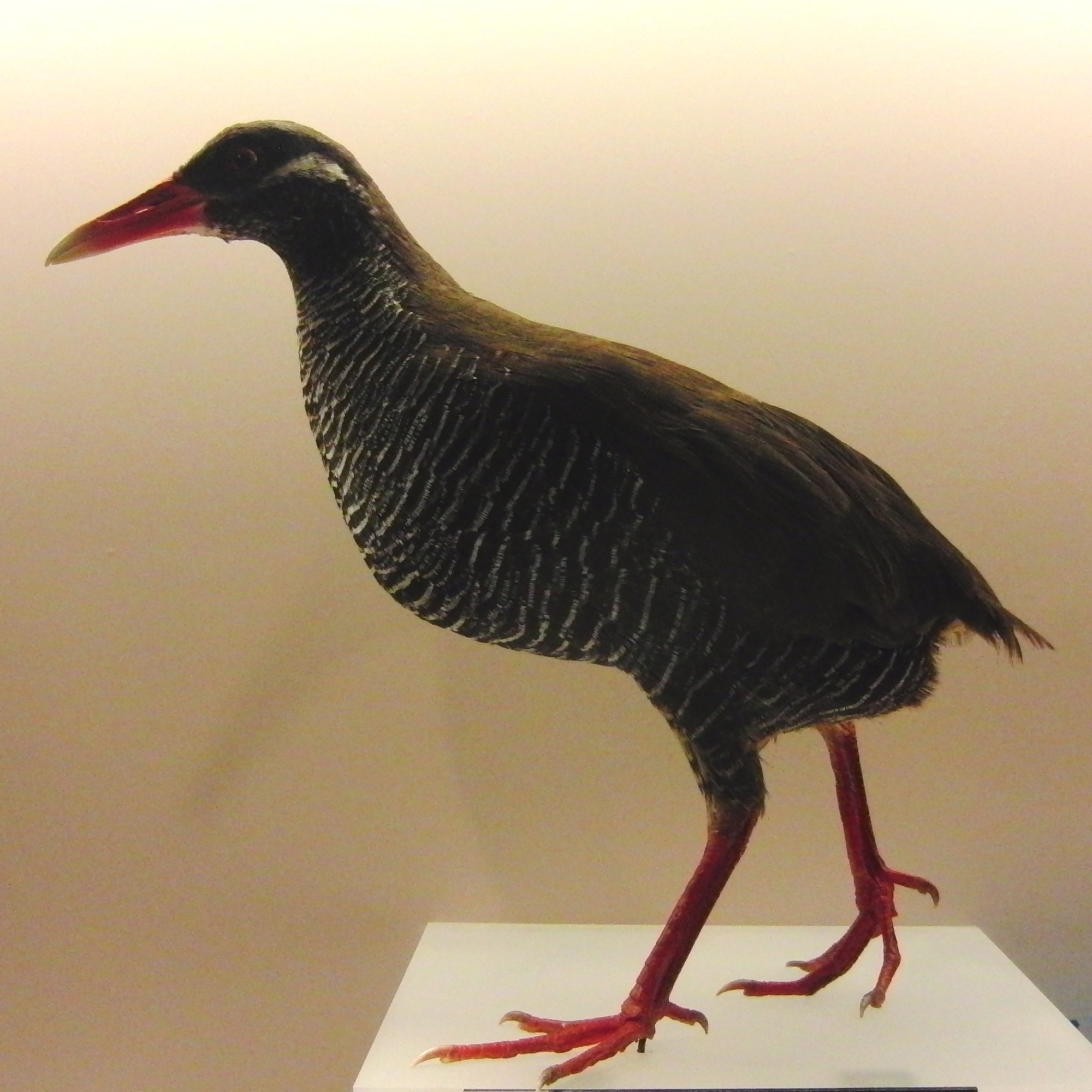
Espécimen disecado de Gallirallus okinawae en el Museo Nacional de Ciencia de Japón.

Mide unos 30 cm de largo con una envergadura alar de 50 cm y un peso alrededor de 435 g. Casi no vuela y sus alas y cola son cortas. Su pico es largo y puntiagudo, de color rojo intenso con la punta blanquecina. Sus patas largas y fuertes son rojas al igual que el iris de sus ojos y su anillo ocular.
Sus partes superiores son de color pardo oliváceo, mientras que sus partes inferiores son negras con finas listas blancas. Su rostro es negro con pequeñas motas manchas blancas y entre el pico y el ojo y una lista postocular blanca que se extiende por el cuello. Las coberteras de la parte inferior de la cola son pardas oscuras con listas claras.
Los juveniles son más claros que los adultos y tienen las partes inferiores más moteadas que listadas. Las motas frente al ojo son parduzcas y la lista postocular es más corta que la de los adultos. Su pico e iris son parduzcos y sus patas son de tonos ocres amarillentos.
Son aves ruidosas y emiten varios tipos de llamadas, que a menudo realizan al amanecer y anochecer, generalmente desde el suelo pero a veces desde los árboles. Las parejas emiten sonidos juntas y se ha escuchado hasta doce individuos en una misma zona.

## Distribución y hábitat
Se encuentra únicamente en Yanbaru, la región norte de la isla de Okinawa, de las islas Ryūkyū del sur de Japón. Su área de distribución total es solamente de 260 km². Se encuentra desde el nivel del mar hasta las montes más altos de la zona de 498 m s. n. m. En invierno algunas aves se desplazan a altitudes menores y más al sur de su área reproductiva.
Ocupa principalmente bosques de hoja grande perenne pero también se encuentra en humedales, herbazales y campos de cultivo cercanos a las zonas forestales o el agua. El árbol predominante del hábitat del rascón es Castanopsis sieboldii pero también se encuentra en bosques de pinos de Riu-Kiu (Pinus luchuensis). Necesita sotobosques densos y masas de agua permanente.

## Comportamiento
Pasa la mayor parte de su tiempo en el suelo, aunque generalmente duerme en los árboles encaramado a una rama o un tronco inclinado. Por la mañana se acicala y estira antes de bajar al suelo. No es un buen volador pero corre rápidamente. Generalmente se encuentra entre la espesura pero sale a campo abierto para bañarse y beber. Se baña en zambullidas rápidas de 2–4 minutos antes de acicalarse durante 4–20 minutos.
Se alimenta de lagartijas, anfibios, caracoles y grandes insectos como los saltamontes. Recolecta su alimento principalmente del suelo del bosque pero también puede atraparlo en aguas someras.
Las parejas son monógamas y parecen durar para toda la vida. Construyen el nido en el suelo con hojas, hierba y helechos. Ponen sus huevos entre mayo y julio, con puestas de entre 2-4 huevos. Los huevos son ovalados y son blancos con motas rojizas o parduzcas concentradas principalmente en el extremo mayor. Los polluelos están cubiertos de plumón negro y tienen las patas amarillentas y el pico blanco con la base y punta negruzcas. Las nidadas son depredadas con frecuencia por la víbora habu (Trimeresurus flavoviridis).

## Estado de conservación
Está clasificada como especie en peligro de extinción por BirdLife International por su pequeña población que está en declive y en un área de distribución restringida. Se estimó que la población total era de unos 1800 individuos en 1986. Los censos entre 1996 y 2004 indican que ha descendido significativamente a unas 720 aves y el área de distribución en el norte se ha reducido en un 40%. Pero el censo de 2006 no detectó más reducción de su distribución.
Está amenazado por la pérdida y fragmentación de su hábitat forestal debido a la tala, la agricultura y la construcción de carreteras, presas y campos de golf. La introducción de depredadores como los gatos, perros y las mangostas índicas probablemente tienen un impacto sobre la población al igual que los atropellos en las carreteras.
La especie está protegida legalmente por las leyes japonesas y está declarada como monumento natural y ave de especial protección. Yambaru fue convertido en parque nacional en 1996 y las organizaciones conservacionistas han comprado varios enclaves boscosos para convertirlas en reservas naturales. Se han colocado trampas para reducir el número de depredadores y se ha reducido el límite de velocidad del tráfico de vehículos en algunas zonas para reducir el número de atropellos. Se ha planificado un programa de cría en cautividad para el futuro. El ministerio de medioambiente de Japón ha planeado incrementar la población del rascón de Okinawa con la cría controlada en instalaciones especiales. En 2017 pretenden incrementar la población de esta especie en 200 individuos más.[actualizar]